# Pedicularis verticillata
Pedicularis verticillata är en snyltrotsväxtart som beskrevs av Carl von Linné. Pedicularis verticillata ingår i släktet spiror, och familjen snyltrotsväxter.

## Underarter
Arten delas in i följande underarter:
- P. v. latisecta
- P. v. tangutica
- P. v. verticillata
- P. v. hallaisanensis

## Bildgalleri

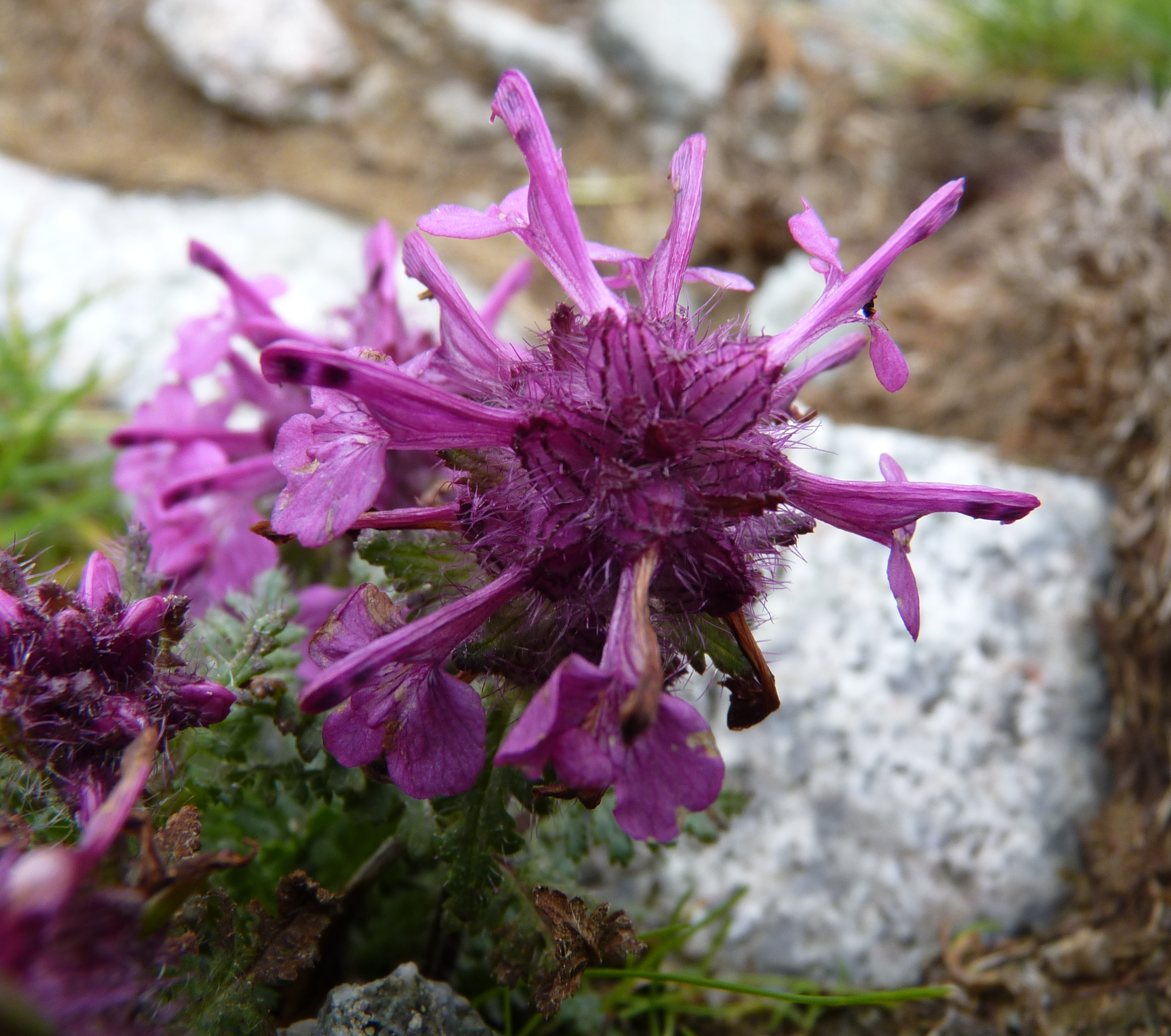
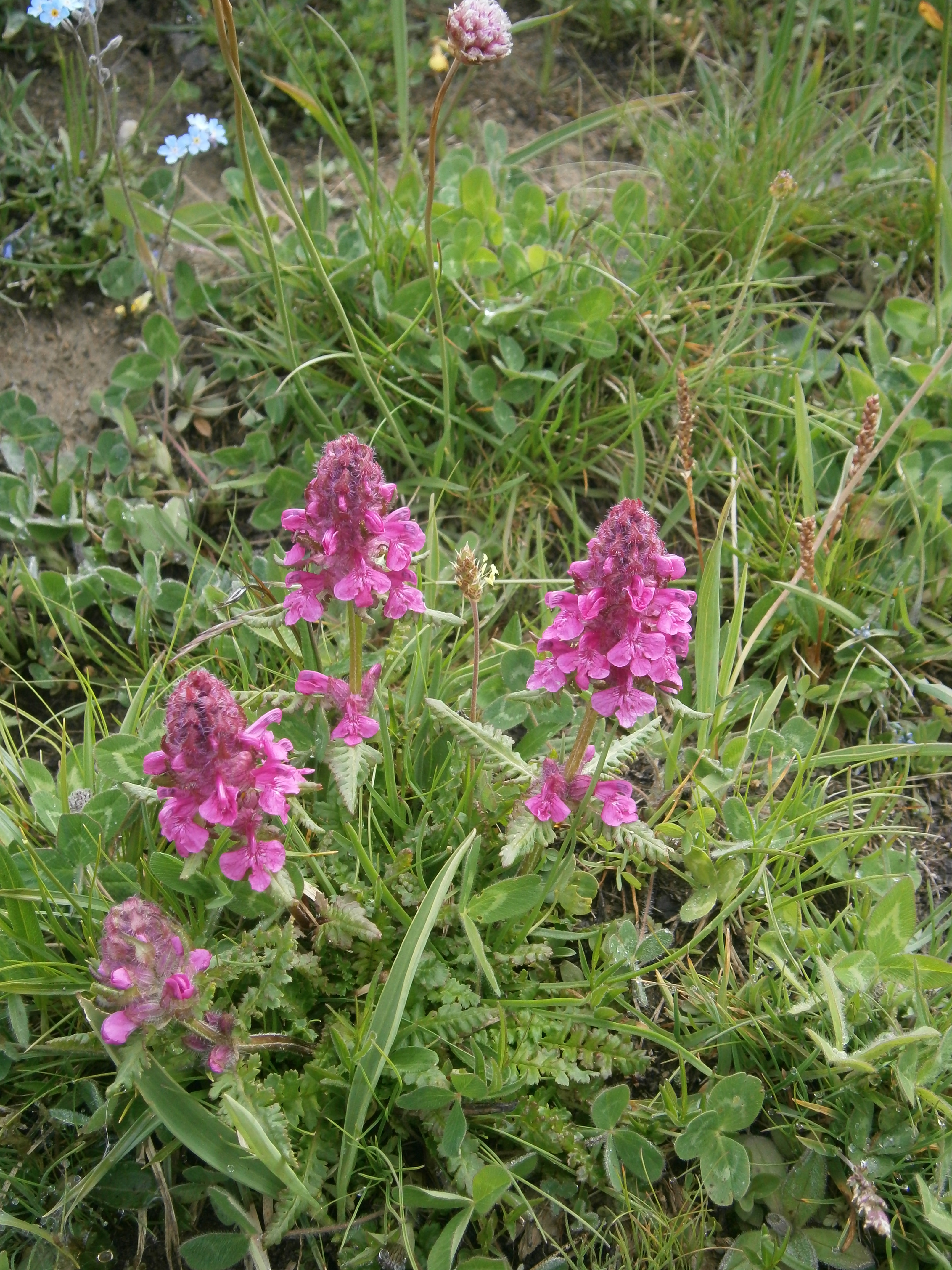
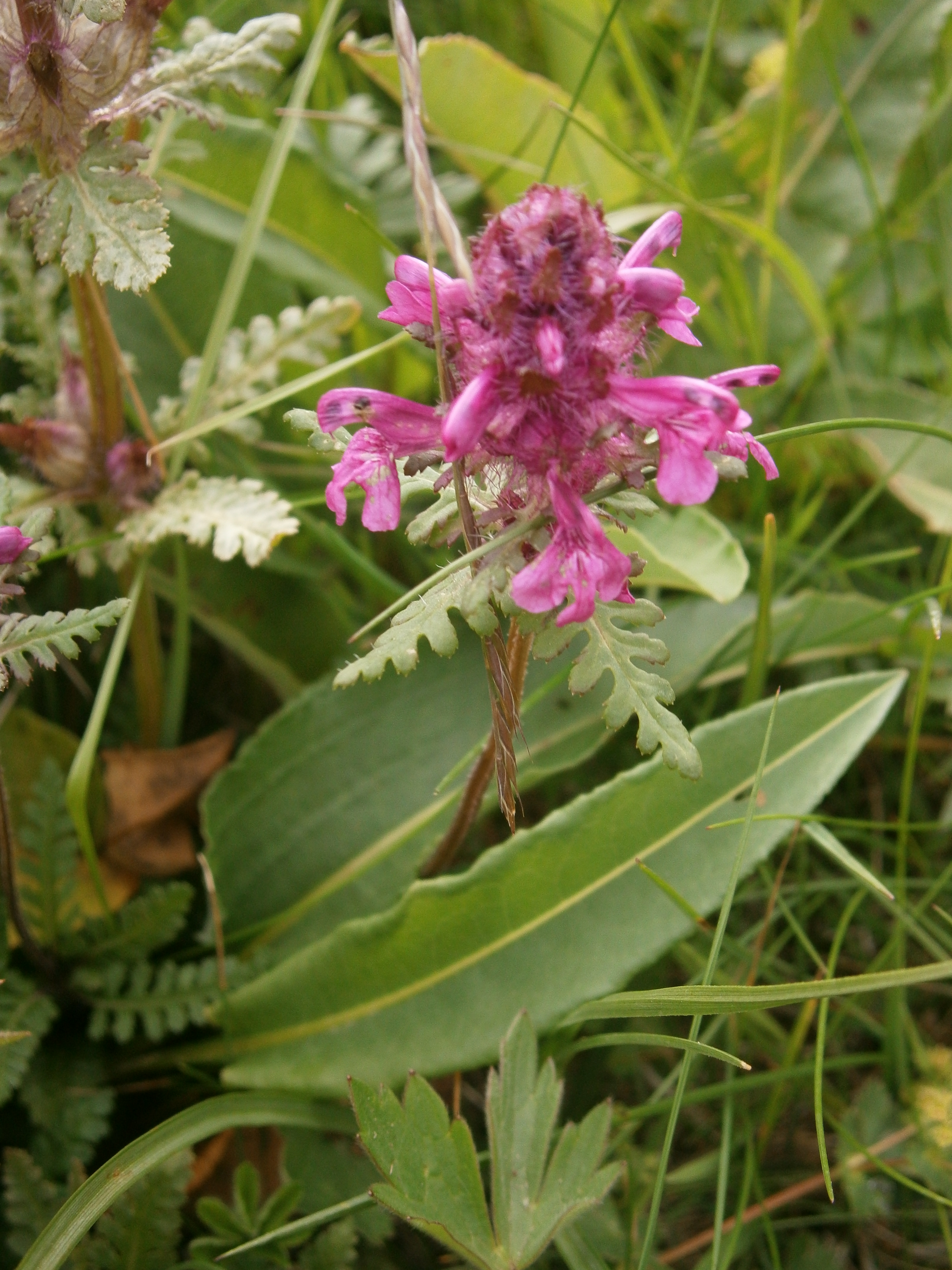
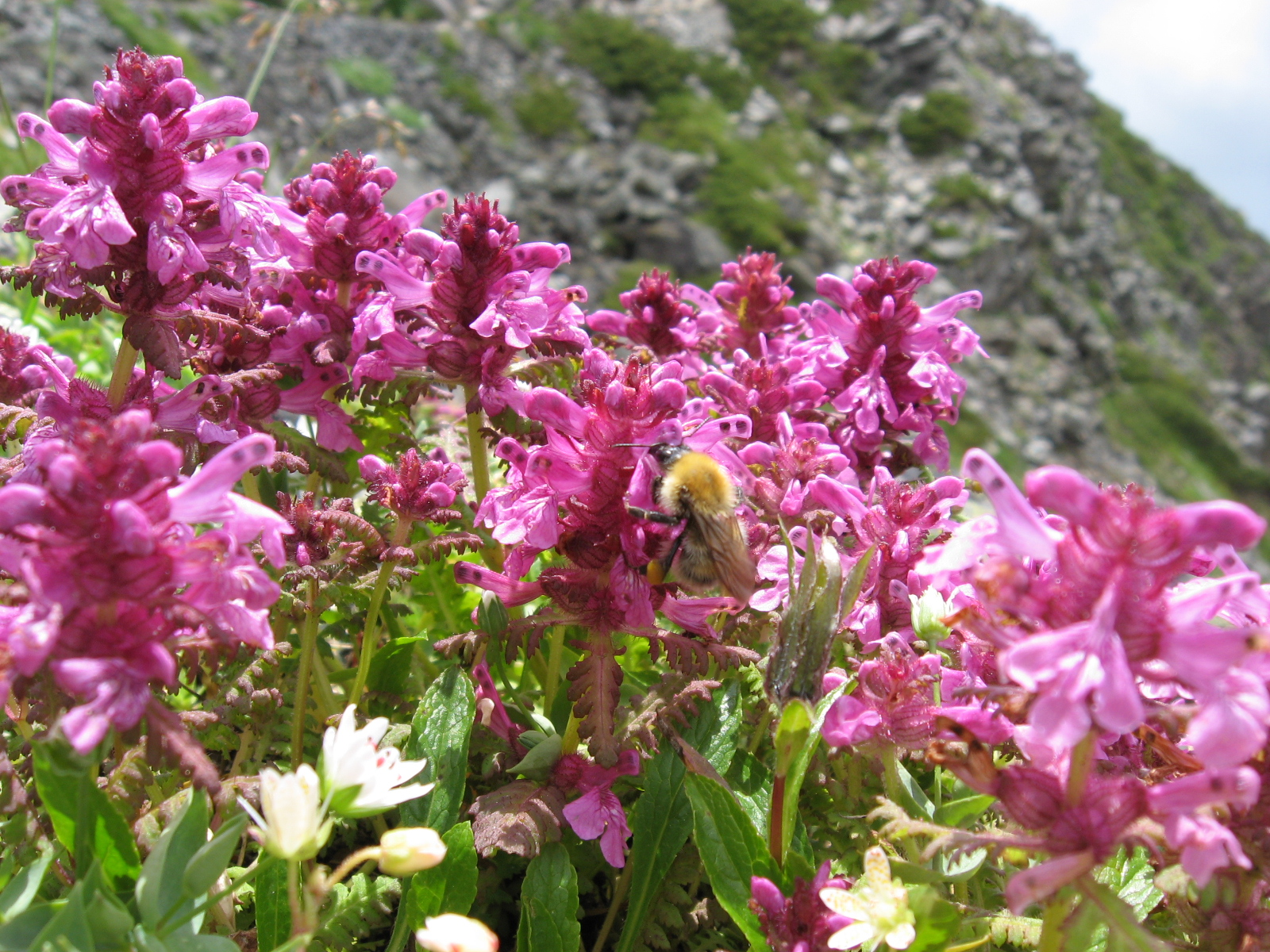
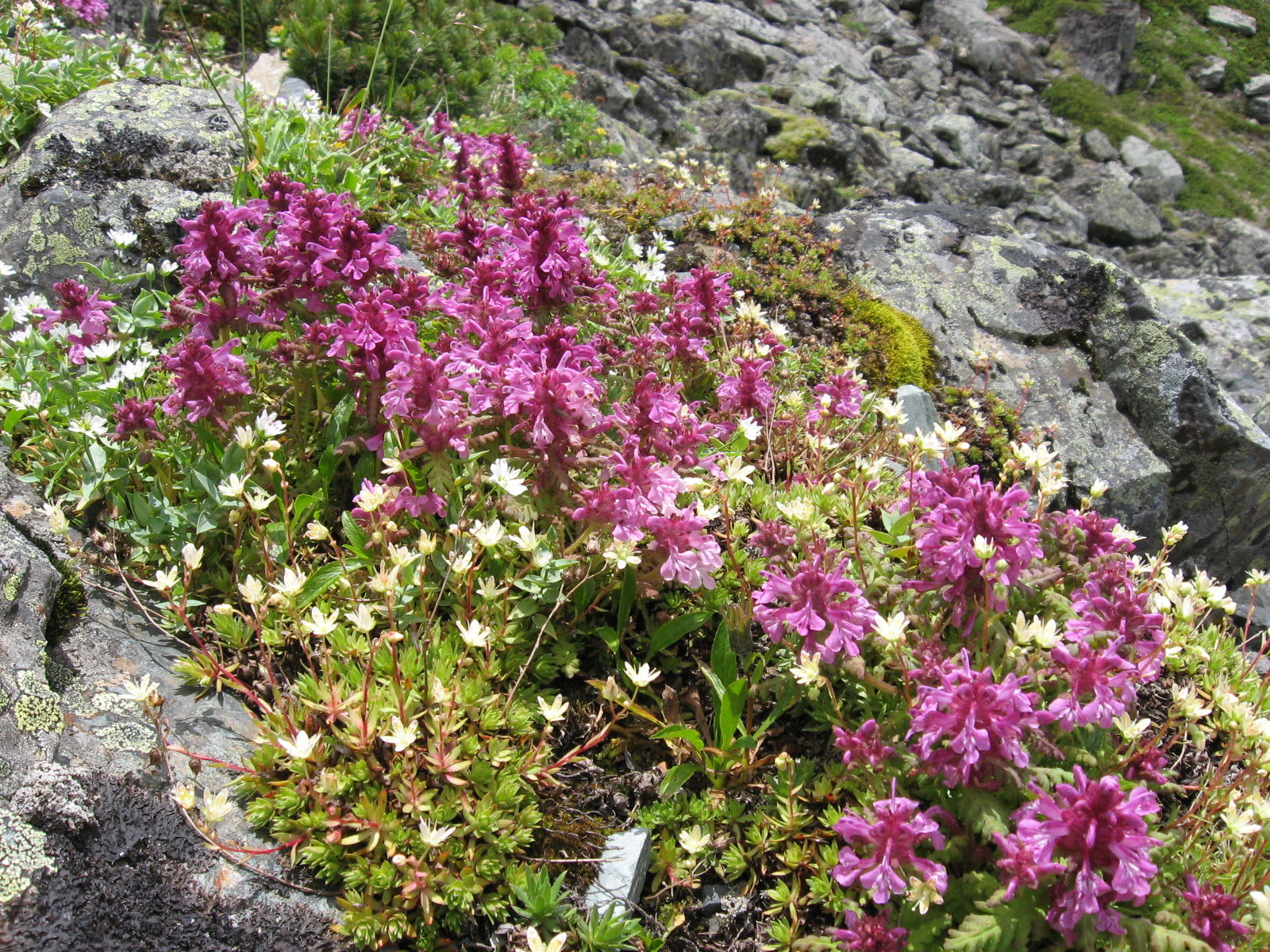
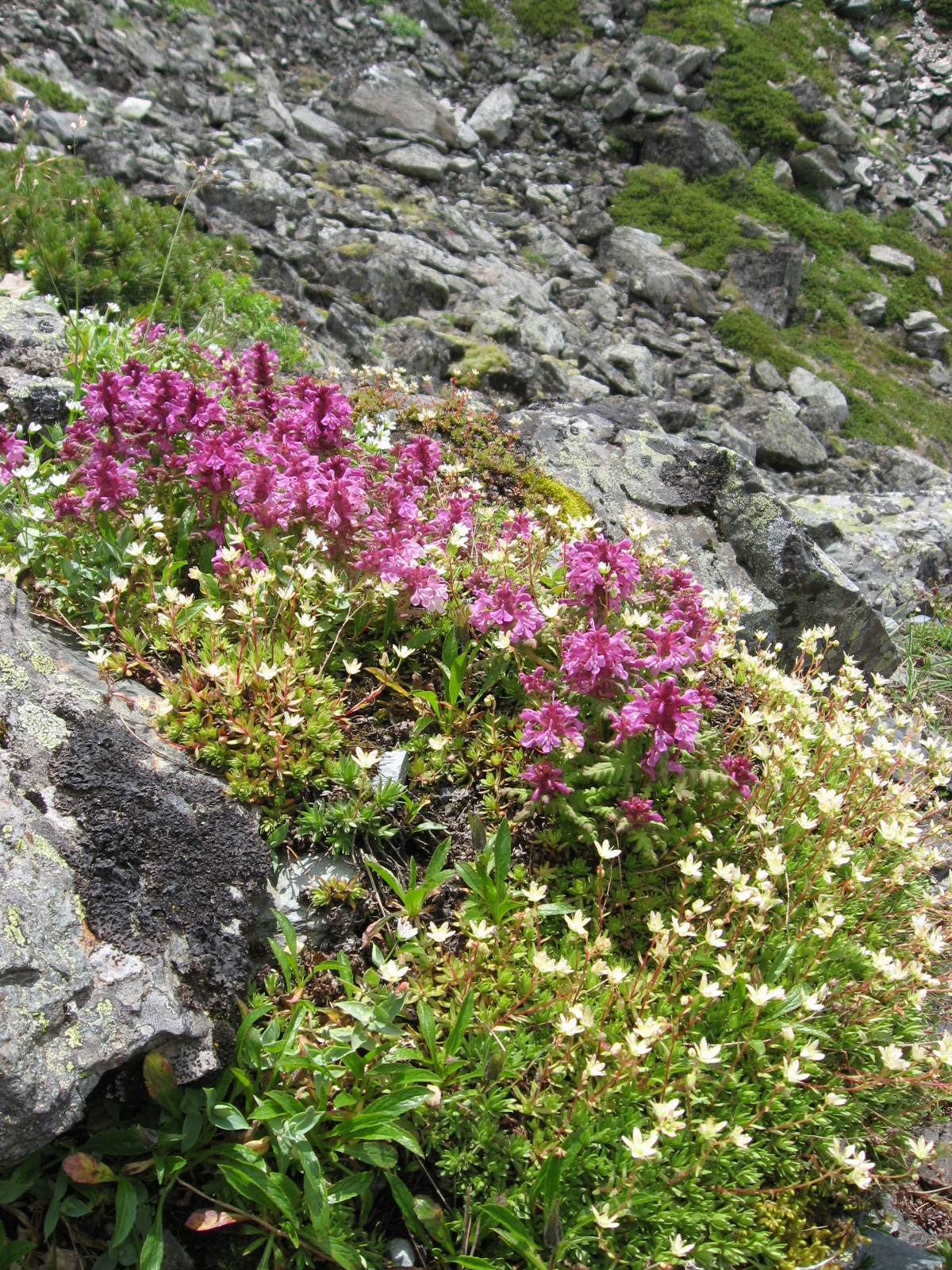